# M74 (galaxie)
Pour les articles homonymes, voir M74.

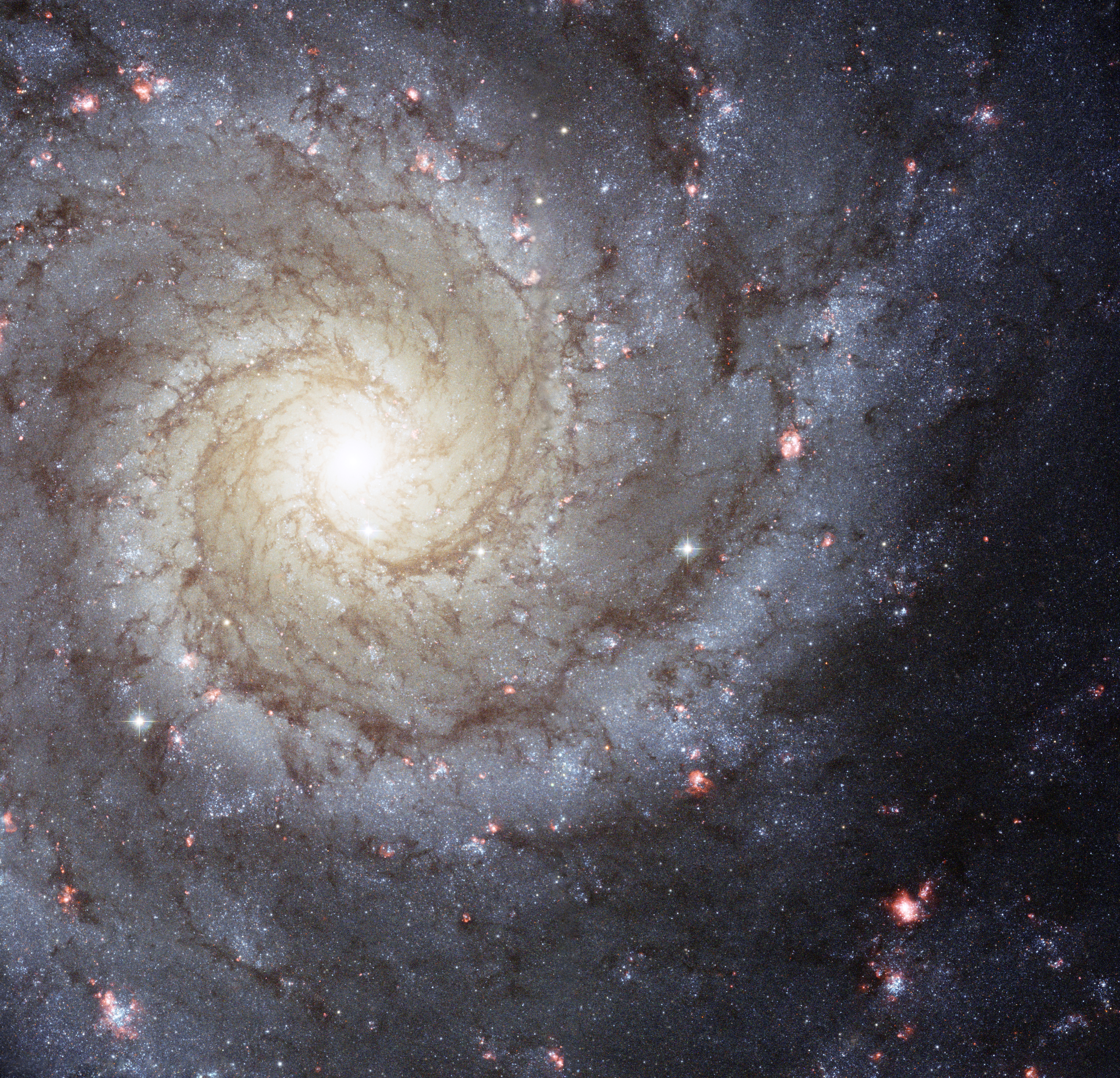
M74 par le télescope spatial Hubble Hubble.

M74 (NGC 628, ou galaxie du Fantôme, est une galaxie spirale de grand style, située dans la constellation des Poissons. M74 est découverte par l'astronome français Pierre Méchain en 1780, puis observée par Charles Messier qui l'intègre dans son catalogue quelques semaines plus tard.

## Caractéristiques
En raison de sa brillance de surface égale à 14,40 mag/am2, on peut qualifier M74 de galaxie à faible brillance de surface (LSB en anglais pour low surface brightness), qui lui vaut son surnom de galaxie du Fantôme. Les galaxies LSB sont des galaxies diffuses (D) dont la brillance de surface est inférieure de moins d'une magnitude à celle du ciel nocturne ambiant.
La classe de luminosité de M74 est III et elle présente une large raie HI. Elle renferme également des régions d'hydrogène ionisé. La luminosité de la galaxie de M74 dans l'infrarouge lointain (de 40 à 400 µm) est égale à 6,61 × 109 {\displaystyle L_{\odot }} (109,82 {\displaystyle L_{\odot }}) et sa luminosité totale dans l'infrarouge (de 8 à 1 000 µm) est de 8,91 × 109 {\displaystyle L_{\odot }} (109,95 {\displaystyle L_{\odot }}).

### Distance
La vitesse de M74 par rapport au fond diffus cosmologique est de 359 ± 21 km/s, ce qui correspond à une distance de Hubble de 5,29 ± 0,48 Mpc (∼17,3 millions d'al). M74 a été utilisée par Gérard de Vaucouleurs comme une galaxie de type morphologique SA(s)c dans son atlas des galaxies,.
À ce jour, 34 mesures non fondées sur le décalage vers le rouge (redshift) donnent une distance de 7,495 ± 3,090 Mpc (∼24,4 millions d'al), ce qui est à l'intérieur des valeurs de la distance de Hubble. Cependant, étant donné la proximité de cette galaxie avec le Groupe local, cette distance est plus près de la réalité que la distance de Hubble. La loi de Hubble-Lemaître ne s'applique en effet pas aux galaxies du Groupe local et aux galaxies voisines de celui-ci.

### Masse
Sa masse n'est que de 1/5e celle de notre galaxie, mais son diamètre est tout de même d'environ 26 kpc (∼84 800 al). Les bras spiraux de la galaxie contiennent beaucoup d'étoiles jeunes ou encore en formation.

## Trou noir supermassif
Selon un article basé sur les mesures de luminosité de la bande K de l'infrarouge proche du bulbe de M74 (NGC 628), on obtient une valeur de 106,7 {\displaystyle M_{\odot }} (5,0 millions de masses solaires) pour le trou noir supermassif qui s'y trouve.

## Supernovas
Trois supernovas ont été observées dans M74 : SN 2002ap, SN 2003gd (en) et SN 2013ej.

### SN 2002ap
La supernova SN 2002ap a été découvert le 29 janvier 2002 par l'astronome amateur japonais Yoji Hirose. Sa magnitude apparente était alors égale à 14,5 et elle a augmenté à 13,7 la journée suivante. Cette supernova a été observée par le télescope spatial XMM-Newton le 2 février 2002 alors que sa magnitude continuait d'augmenter. Finalement, sa magnitude a atteint un maximum de 12,3 le 12 février 2002. Son spectre a montré des caractéristiques que cette explosion stellaire était une supernova de type Ic. Il pourrait s'agir d'une hypernova, une explosion stellaire au moins 100 fois plus lumineuse qu'une supernova de type Ia. La supernova SN 2002ap a attiré passablement d'attention, car il s'agit d'une des rares de type Ic à se produire à une distance de moins de 10 Mpc dans les récentes années. Les observations de cette supernova ont été utilisées pour valider les théories de l'origine de ce type de supernova se produisant à des plus grandes distances et aussi les théories des liens entre les supernovas et les sursauts gamma,.

### SN 2003gd
SN 2003gd est une supernova de type II-P qui a été découverte par Robert Evans le 12 juin 2003 avec un petit télescope de 31 cm. Sa découverte a été confirmée le 13 janvier à l'observatoire de Siding Spring par R.H. McNaught. La luminosité de ce type de supernova est connue et est à peu près la même d'une supernova à l'autre. On peut donc utiliser ces supernovas pour obtenir des valeurs assez précises des distances. La distance obtenue pour M74 en utilisant les mesures de cette supernova est de 9,6 ± 2,8 Mpc (∼31,3 millions d'al) ce qui est en accord avec la valeur obtenue de la distance de Hubble. On a découvert l'écho lumineux de cette supernova, une réflexion de la lumière qui apparait après la lumière directe de l'explosion. C'est un phénomène rarement observé. Cette réflexion semble provenir de la poussière interstellaire environnante. La lumière de cet écho peut être utilisée pour déterminer la composition de la poussière interstellaire,.

### SN 2013ej
SN 2013ej a été découvert le 25 juillet 2013 dans le cadre du programme de recherche de supernovas de l'observatoire Lick. Sa magnitude apparente était alors de 13,5, elle a atteint une valeur de 12,6 deux jours plus tard et sa valeur maximale de 12,4 le 4 août. SN 2013ej est aussi une supernova de type II-P ou peut-être de type II-L. Plusieurs observations réalisées ont déterminé que cette supernova provient de l'effondrement du cœur d'une supergéante rouge dont la masse varie selon les études entre 8 et 19 fois la masse du Soleil,,,.

## Observation
M74 se situe à 1,3° au nord-est de l'étoile η des Poissons (voir le schéma ci-dessous). C'est l'un des objets de Messier les plus difficiles à observer. Sa magnitude de 9 le rend invisible à l'œil nu et aux jumelles. Une lunette astronomique ne permet de voir que le noyau qu'il ne faut pas confondre avec une étoile. Pour espérer discerner la structure spirale de la galaxie, un instrument de 250 mm et de bonnes conditions sont nécessaires.
En 2022, les scientifiques réussirent à détailler les caractéristiques de M74, grâce à une combinaison de deux images prises par deux télescopes spatiaux différents. Alors que celui de Hubble avait donné la meilleure image en lumière visible, celui de James-Webb, qui possède un instrument à infrarouge moyen, peut observer une structure plus détaillée de M74, cachée par le gaz et la poussière qui couvrent la galaxie. Sa structure demeure plus dynamique et complexe. La photographie composée de Hubble présente que la formation des étoiles est tenue dans les bras de région HII. Il s'agit d'étoiles bleues et brillantes. Or, James-Webb observe qu'une immense quantité de gaz et de poussière, trop froids à détecter en lumière visible, existe dans ces bras, et, en formant les filaments, ils s'enroulent à partir du centre vers l'extérieur. Ce dernier télescope identifia également qu'il existe, au centre de M74 qui manque tout à fait de gaz, l'amas d'étoiles nucléaires, tout comme la Voie lactée. Désormais, une synthèse de ces deux images est disponible pour comprendre et étudier cette galaxie,.

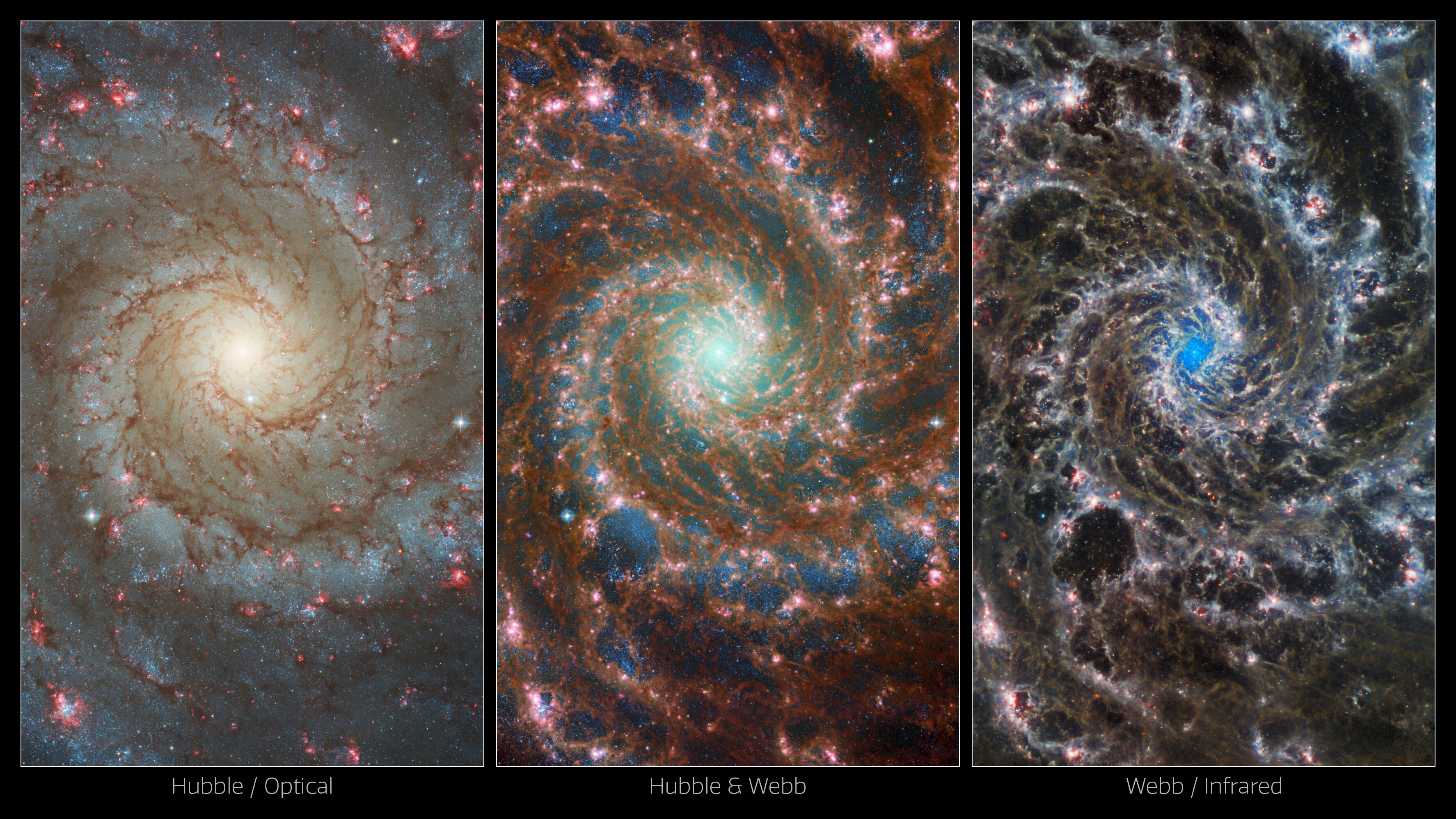
Hubble / synthèse (Hubble + James-Webb) / James-Webb
Dans l'image au centre (synthèse) /
rouge : poussière en filaments
orange : poussière plus chaude
rose dans les bras : bulles de formation des étoiles
blue : étoiles jeunes
vert au centre : étoiles lourdes et anciennes
bleu au centre : noyau nucléaire

## Groupe de M74
M74 est la composante la plus brillante du groupe de M74, un groupe de galaxies émettant des rayons X auquel elle donne son nom et qui comprend en plus NGC 660, IC 148, UGC 1104, UGC 1171, UGC 1175, UGC 1176, UGC 1200, UGC 1246 et KDG 010.

## Galerie

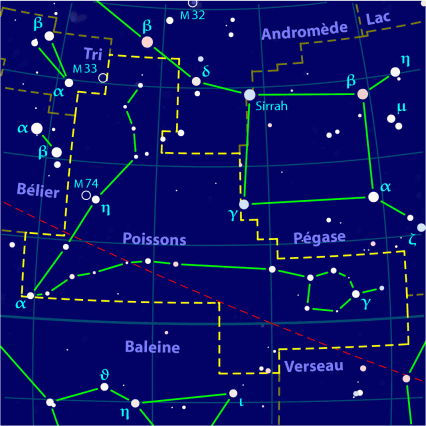
Position de M74 dans la constellation des Poissons.
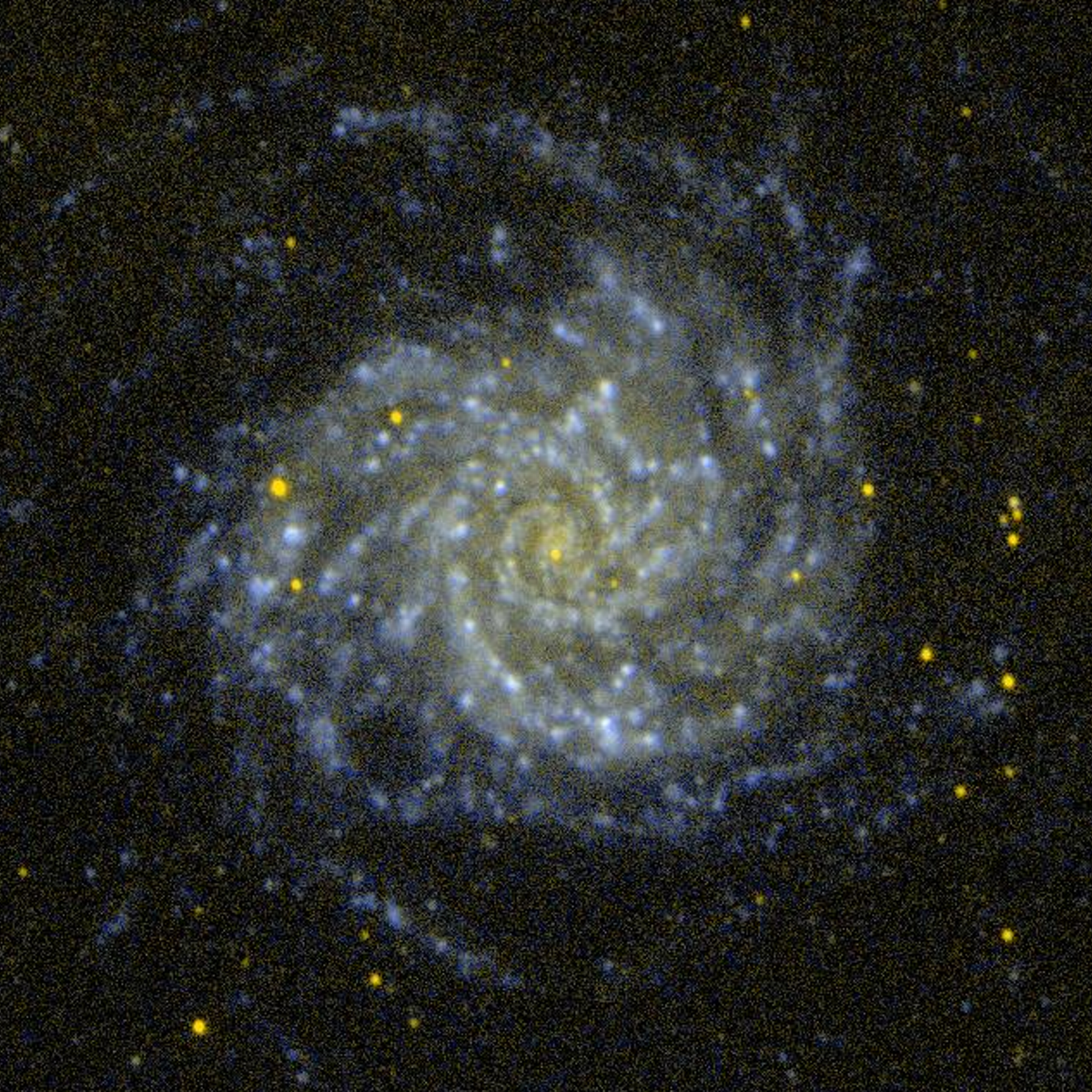
M74 en ultraviolet par GALEX.
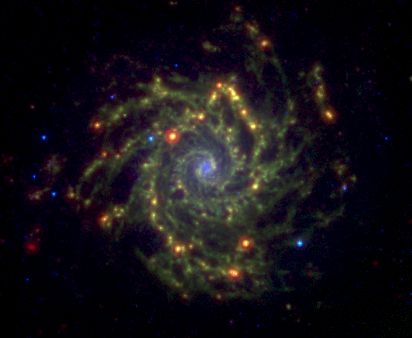
M74 en infrarouge. Données provenant de Spitzer et traitées par Médéric Boquien.
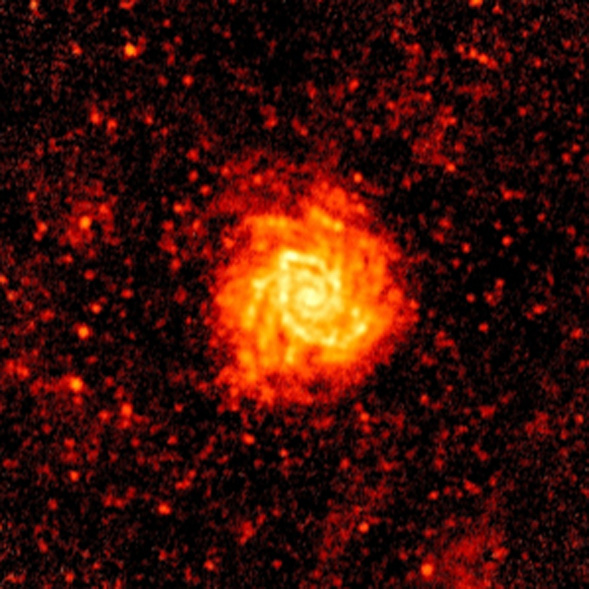
M74 à une longueur d'onde de 250 micromètres par le télescope spatial Herschel.
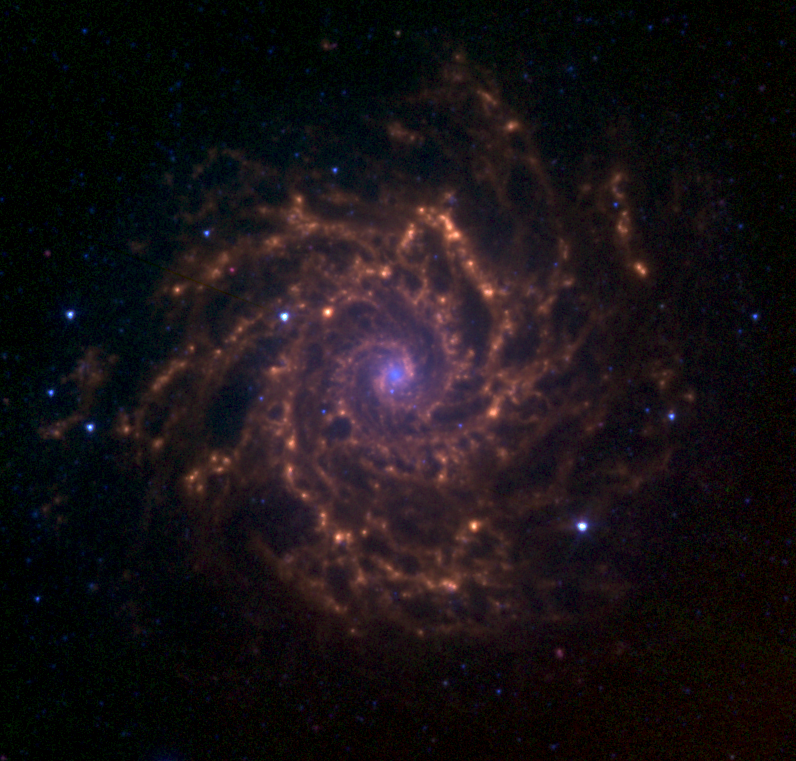
M74 en infrarouge par le satellite Spitzer.

|                                                              |
| M74 en infrarouge moyen par le télescope James Webb en 2022. |